# Henri Lebasque
Henri Lebasque, född 25 september 1865 i Champigné, död 7 augusti 1937 Le Cannet, var en fransk målare som tillhörde genren postimpressionism.

## Karriär
Lebasque var med och grundade Salon d'Automne 1903.

## Bilder

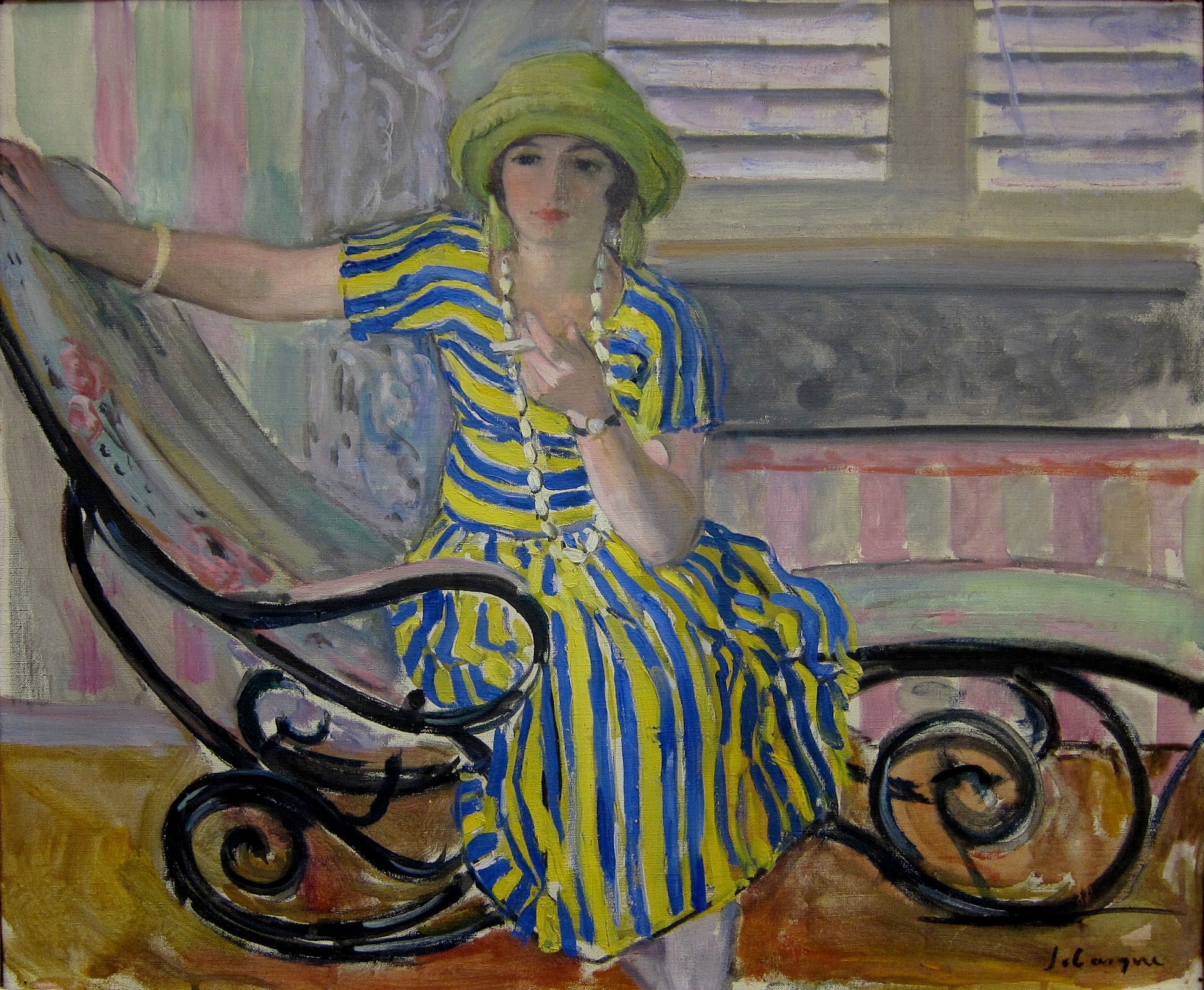
La cigarette, 1921; Musée d'Art et d'Industrie de Roubaix
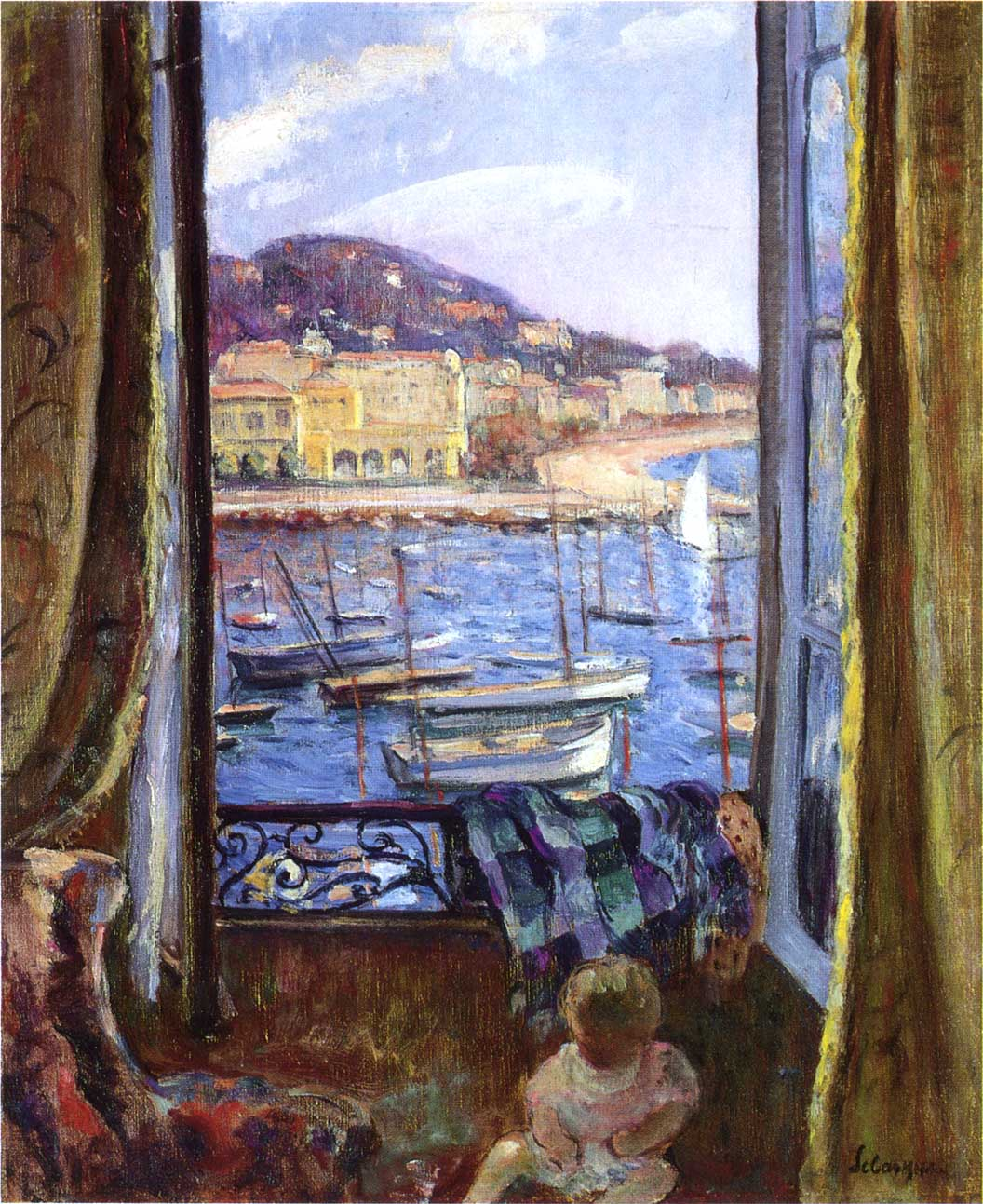
The Quay at St Pierre in Cannes
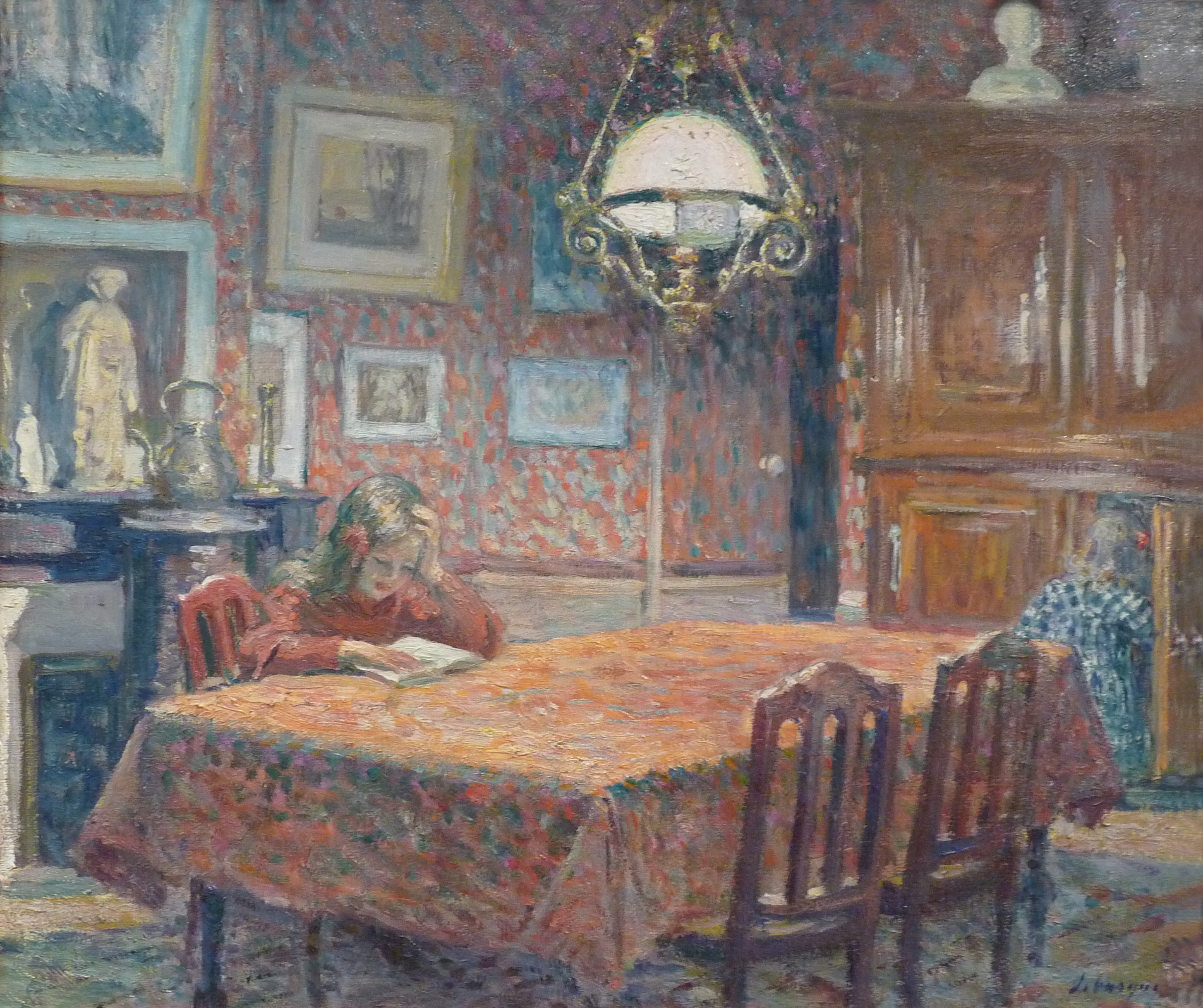
Sous la lampe, 1904; Museum of Fine Arts of Nancy
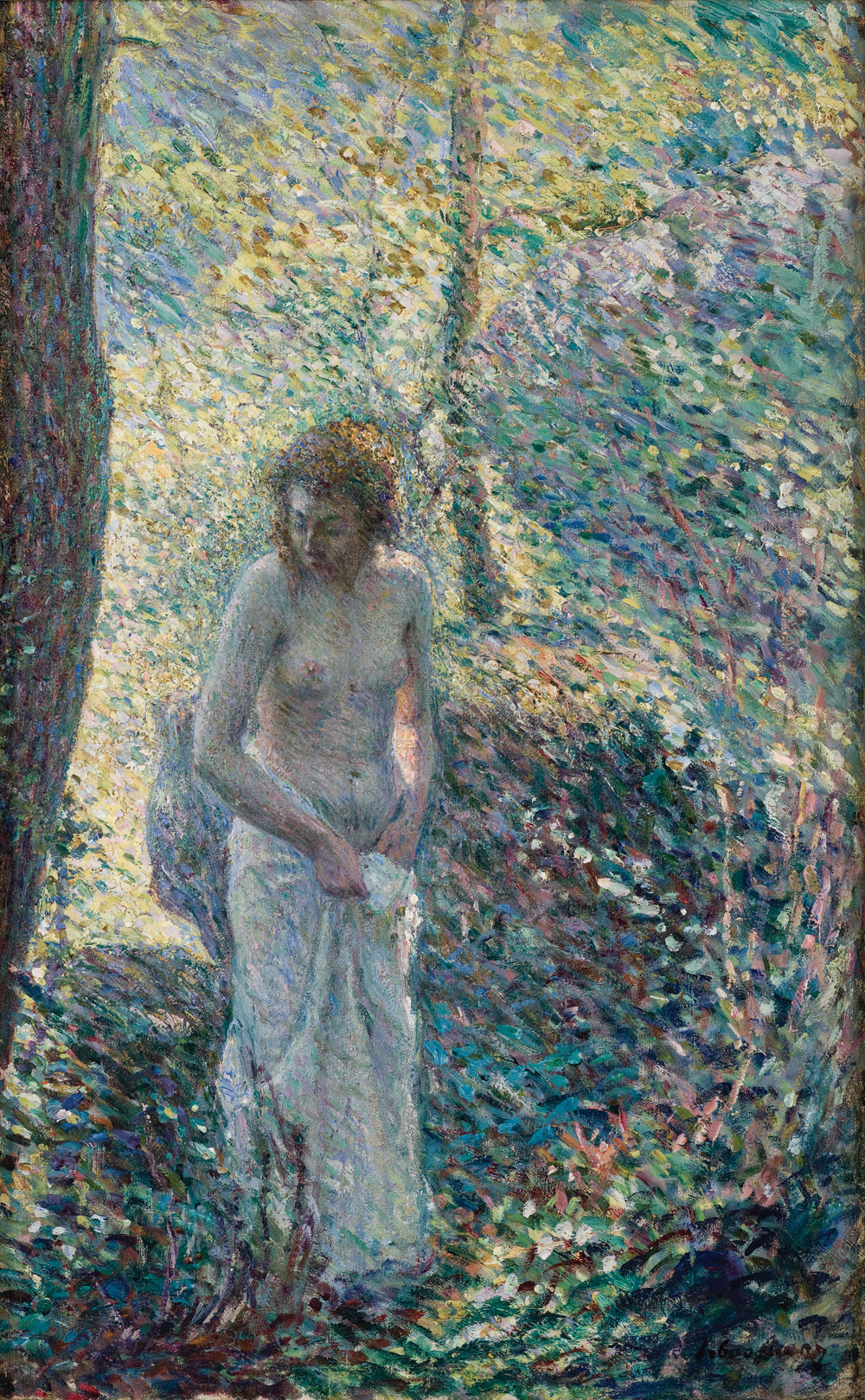
Una joven en el bosque, 1897; Museo de Arte de Ponce